# 张建华 (1956年)
张建华（1956年2月—），山东邹城人。男，汉族。加入中国共产党。石家庄陆军指挥学院作战指挥专业毕业。中国人民解放军少将军衔。
曾任中国人民解放军第20集团军政治部主任、副政委等职。2011年7月，任中国人民解放军济南军区政治部副主任。2016年1月，任中国人民解放军北部战区陆军副政委。2017年3月，不再担任中国人民解放军北部战区陆军副政委。
2013年，当选第十二届全国人民代表大会解放军代表。